# Vallobal
Vallobal, es una parroquia asturiana del concejo de Piloña en el norte de España y el único lugar de dicha parroquia. Limita al norte y al oeste con la parroquia de Borines, al sur con San Román y al este con Miyares. Infiesto, dónde se encuentra la capital del concejo, dista 7,8km. La entrada a la Cueva de El Sidrón, importante yacimiento arqueológico, se encuentra en la parroquia.
Cuenta con una superficie de 1,1 kilómetros cuadrados, por lo que es la más pequeña de las parroquias del concejo, en los que habitan de acuerdo al INE de 2021 un total de 27 personas.

## Entidades de población
Debido a su reducido tamaño la parroquia tan solo cuenta con el lugar del mismo nombre, dividido en los barrios de: 
L’Arroyu, El Cantaniellu, La Escuela, El Llugar, El Mansu, El Pandu, El Peñayu, El Puente y La Tiendina.